# 진화이론의 사회적 영향
진화이론의 사회적 영향(進化理論社會的影響, 영어: social effects of evolutionary theory)은 진화 이론이 여러 분야에 미친 영향 중 사회적 영향에 대해 다루는 문서이다. 진화 이론은 계통학, 진화생물학, 유전학과 같은 인접 학문에 큰 영향을 주었다. 뿐만 아니라 새로운 철학의 발전과 사회 과학의 아이디어에도 영향을 주었다. 진화학의 이러한 사회적 영향금, 기존의 가치 체계와 갈등을 빚기도 하였는데, 특히 기독교의 창조주의와 많은 충돌이 있었다.

## 철학
| “ | 다윈의 진화론은 자연과학의 다른 가설들이 철학과 관련없는 것과 같이 철학과는 아무런 연관이 없는 것이다. | ” |
|   | — 비트겐슈타인, 1922년                                                                                 |   |

비트겐슈타인의 위와 같은 발언에도 불구하고 진화 이론의 확산은 철학에 깊은 영향을 남겼다. 진화론 이후의 철학은 어떻게든 진화론에 대한 입장을 표명하여야 하였던 것이다. 니체, 퍼스와 같은 철학자들이 진화론을 철학적 사유 포함시키고자 하였고, 비트겐슈타인 외에도 러셀과 같은 철학자들은 진화론이 철학에 줄 수 있는 가르침은 없다고 여겼다.

### 사회진화론
특히 허버트 스펜서의 이른바 사회진화론은 당대에 큰 영향을 주었다.
19세기 멜더스의 이론에서 출발한 허버트 스펜서의 사회진화론과 같은 사상은 자연선택의 원리를 사회에 부당하게 적용하여 적자생존을 주장하였다. 이 사상은 평등에 대한 불안정, 성 차별, 인종 차별, 제국주의와 같은 것을 정당화시키기 위해 사용되었다. 그러나 스펜서 스스로가 자신의 이론이 다윈의 진화론을 사회에 적용시킨 것이라 주장하였다고 할지라도, 사회진화론은 다윈의 주장과는 아무런 관련이 없는 이론이며, 더욱이 이 이론은 어떠한 과학적 방법에 의한 증거 자료도 제시하지 못하였다.
스펜서 부류의 이러한 진화에 대한 곡해에서 비롯된 사회 이론에 대해 진화생물학자인 스티브 존스는 자신의 저서 《진화하는 진화론》에서 다음과 같이 평하였다.
다윈의 《종의 기원》을 처음 접한 독자들은 불행하게도 이 책을 생물학 서적으로서가 아니라 형이상학적인 문학으로서 이해하였다. 다윈과 멜빌 모두 고래에 대해서 많은 말을 하지만 철학 수업에 《종의 기원》을 사용하는 것은 동물학 시간에 《모비딕》을 교재로 삼는 것과 마찬가지이다. 전자는 사실이고 후자는 비유이다. 인문학 교수들은 종종 이 둘의 차이를 구별하는데 어려움을 겪는다. …(중략)… 사회과학자들에게 진화는 새들이 모여 노는 조각상과 같은 것이 되었다. 즉, 제대로 소화되지 않은 생각들을 배설하기에 편리한 장소라는 말이다.— 스티브 존스

## 윤리학

### 사회진화론에 대한 비판
다윈의 진화론에 대한 열렬한 옹호자였던 토머스 헉슬리는 스펜서의 사회진화론의 문제점을 비평하는 역할에서도 선두에 섰다. 헉슬리는 그의 책 《진화와 윤리》에서 진화론의 개념을 모호하게 적용한 적자생존과 같은 이론은 무모할 뿐 아니라 현실에서 존재할 수 없는 이론이라 비판하였다.
사회진화론의 극단적인 형태는 히틀러의 나치즘에서 홀로코스트로 나타났다. 나치 독일은 적자생존을 증명하는 것에 그치지 않고 인위적으로 조장하기 위해 유대인, 집시, 폴란드인과 같은 소수민족에 대한 인종청소와 학살을 자행하였다.
스티븐 제이 굴드는 그의 책 《인간에 대한 오해》에서 이들 사회진화론을 옹호하는 학자들이 행하였던 실험들이 선입견에 지배되어 실재 있는 사실에 기초한 것이 아닌 자신들이 원하는 바에 따른 결론을 도출하고 있다고 비판하였다.

### 리처드 도킨스와 윤리 논쟁
리처드 도킨스가 《이기적 유전자》를 발표하자 진화와 윤리에 대한 논쟁이 벌어졌다. 유전자 결정론을 비판한 책인 《우리 유전자 안에 없다》의 저자 런던 대학교 교수 스티븐 로즈(Steven Rose)는 도킨스를 초다윈주의자(Ultradarwinist)로 명명하면서, 유기체가 아닌 유전자 수준에서 여러 가지 자연 선택과정이 일어날 수 없다고 주장하였다. 또한, 도킨스의 유전자론은 유기체의 독자성을 무시하고, 유기체를 유전자를 전달하는 단순한 매개체로 격하시켜 진화의 과정을 제대로 설명할 수 없다고 비판하였다.
여기에 대해 도킨스는 로즈가 비판하는 유전자 결정론이란 사회생물학자들 사이에 실제로 존재하지 않는 가공의 이념임을 지적하고, 로즈의 주장은 정치적 목적이 담겨있다고 답했다.

## 종교
| 종교에 따른 진화 이론의 수용 정도                                         |           |           |             |           |               |               |           |               |                    |           |                |
| 불교 81                                                                   | 힌두교 80 | 유대교 77 | 종교없음 72 | 천주교 58 | 동방정교회 54 | 주요개신교 51 | 이슬람 45 | 흑인개신교 38 | 복음주의 개신교 24 | 몰몬교 22 | 여호와의증인 8 |
| 출처:U.S.Religious Landscape Survey(2008년 6월) 단위:%, 조사 대상: 미국인 |           |           |             |           |               |               |           |               |                    |           |                |

1859년 찰스 다윈의 《종의 기원》이 출판된 이후 19세기 유럽은 격론에 휘말렸다. 진화 이론이 지니고 있는 종교적, 사회적 함의는 철학을 비롯한 여러 학회에서 뜨거운 논쟁거리였다. 그러나 오늘날의 과학 문헌들은 생물의 진화를 자명한 것으로 다루며, 현대 진화 이론은 모든 과학 분야에서 폭넓게 수용되고 있다. 그럼에도 불구하고 일부 유신론자들에게 진화 이론은 여전히 논쟁의 대상이다.
여러 종교들이 자신들의 신앙과 진화 이론을 조화시키려 한다. 유신진화론과 같은 것이 대표적이다. 유신진화론은 기존의 창조론과는 달리 자신들의 종교에 등장하는 창조 신화의 다양한 내용을 진화 이론의 입장에서 해석하고 있으며 신과 같은 해당 종교의 믿음의 대상이 "진화의 목적"을 갖고 있다고 믿는다.
한편, 진화생물학자들은 종교(특히 기독교)가 진화를 부정하는 것에 대해 여러 방면에서 비판해 왔다. 스티븐 제이 굴드는 창조 과학이나 지적설계론과 같은 사이비 과학에 대해 반대하면서 창조론은 종교적인 가치일 뿐 과학적으로 논의될 수 없는 것이라 하였다. 굴드는 과학과 종교는 서로 중첩될 수 없는 별개의 권위 체계를 이루고 있다고 주장하였다. 리처드 도킨스 역시 창조론으로 진화 이론을 무너뜨리려는 시도에 대해 그의 저서 《눈먼 시계공》을 통해 강력히 비판하였다. 이 책에서 도킨스는 18세기 영국신학자 윌리엄 패일리(William Paley)의 저서 "자연신학"에서 주장되어 유명해진 시계공비유에 대해 반박했다. 페일리는 그의 저서에서 "시계는 너무 복잡하고 기능적이어서 단순히 우연의 산물로 출현할 수가 없다"고 주장했다. 그러므로 "시계보다 훨씬 더 복잡한 모든 살아있는 생물들도 당연히 누군가에 의해 미리 설계되었다"라고 확언했다. 하지만 도킨스에 따르면 진화론의 자연선택도 생물계의 규칙성과 복잡성, 그리고 기능성을 설명하는 데 충분하다고 주장한다. 그리고 이것은 자연에 있어서 지성을 가지지 않고 맹목적으로 작동하는 자동 시계제작자와 같은 역할을 할 수 있다고 말한다.

## 기타 학문
진화 이론은 컴퓨터 과학의 발달에도 많은 영향을 주었다. 미국의 컴퓨터 과학자 존 헨리 홀랜드가 제시한 유전자 알고리즘은 컴퓨터 성능의 급격한 증가에 힘입어 프로그램이 자동으로 진화할 수 있게 되는 등 실용적으로 이용될 수 있게 되었다.

## 같이 보기
- 진화론
- 진화를 지지하는 정도